# Coluber bholanathi
Coluber bholanathi este o specie de șerpi din genul Coluber, familia Colubridae, descrisă de Sharma 1976. Conform Catalogue of Life specia Coluber bholanathi nu are subspecii cunoscute.